# Leonardo Spinazzola
Leonardo Spinazzola (* 25. März 1993 in Foligno) ist ein italienischer Fußballspieler. Er steht in Diensten der SSC Neapel und ist Nationalspieler.

## Karriere

### Im Verein
Spinazzola begann im Alter von sechs Jahren bei Virtus Foligno mit dem Fußballspielen. Mit 14 Jahren wechselte er in die Jugend des AC Siena. 2010 wechselte Spinazzola in die A-Jugend von Juventus Turin.
Nachdem Spinazzola die Jugend durchlaufen hatte, wurde er für die Saison 2012/13 in die Serie B an den FC Empoli ausgeliehen. Nachdem er in nur sieben Ligaspielen zum Einsatz gekommen war (ein Tor), wurde er am 8. Januar 2013 bis zum Saisonende an den Ligakonkurrenten Virtus Lanciano weiterverliehen, für den er drei Mal als Einwechselspieler zum Einsatz kam.
Zur Saison 2013/14 kehrte Spinazzola innerhalb der Serie B zum AC Siena zurück. Dort kam er in 24 Ligaspielen zum Einsatz und erzielte einen Treffer.
Zur Saison 2014/15 wechselte Spinazzola auf Leihbasis in die Serie A zu Atalanta Bergamo. Dort konnte er sich allerdings nicht durchsetzen und kam lediglich zu zwei Ligaeinsätzen als Einwechselspieler, sodass er im Februar 2015 in die Serie B an Vicenza Calcio weiterverliehen wurde. Bis zum Ende der Serie-B-Spielzeit 2014/15 kam Spinazzola in zehn Ligaspielen zum Einsatz.
Zur Saison 2015/16 wurde Spinazzola innerhalb der Serie B an Perugia Calcio weiterverliehen. Dort kam er, zumeist in der Startelf, auf 34 Ligaeinsätze.
Zur Saison 2016/17 kehrte Spinazzola für zwei Jahre auf Leihbasis zu Atalanta Bergamo zurück. In seiner ersten Saison konnte er sich als Stammspieler etablieren und kam in 30 Ligaspielen zum Einsatz. Auch in der Saison 2017/18 zählte Spinazzola zum Stammpersonal. Aufgrund eines Kreuzbandrisses konnte er jedoch nur 18 Ligaspiele bestreiten.
Im Juli 2018 wurde Spinazzola bei Juventus Turin als „Neuzugang“ für die Saison 2018/19 vorgestellt. Aufgrund seiner Verletzung kam er erst Ende Januar 2019 zu seinem ersten Einsatz für Juventus in der Serie A. Spinazzola kam in der Liga insgesamt zu zehn Einsätzen und wurde erstmals italienischer Meister und Supercupsieger.
Zur Saison 2019/20 wechselte Spinazzola für eine Ablösesumme in Höhe von 29,5 Millionen Euro zur AS Rom, bei der er einen Vertrag bis zum 30. Juni 2023 erhielt. Zeitgleich verpflichtete Juventus Luca Pellegrini für 22 Millionen Euro von der Roma. Sein zum 30. Juni 2024 auslaufender Vertrag in Rom wurde nicht verlängert.
Am 10. Juli 2024 unterschrieb Spinazzola einen Zweijahresvertrag beim Ligakonkurrenten SSC Neapel.

### In der Nationalmannschaft
Spinazzola kam 2011 und 2012 je einmal in der U-19- und U-20-Auswahl Italiens zum Einsatz. Am 28. März 2017 debütierte er bei einer 1:2-Niederlage gegen die Niederlande in der A-Nationalmannschaft. Bei der siegreichen Europameisterschaft 2021 stand er im italienischen Kader. Im Viertelfinale gegen Belgien zog sich Spinazzola in der zweiten Halbzeit im Sprint ohne Fremdeinwirkung einen Achillessehnenriss zu und konnte nicht weiter am Turnier teilnehmen. Dennoch wurde der Linksverteidiger in das Team des Turniers gewählt.

## Titel und Auszeichnungen

### Nationalmannschaft
- Europameister: 2021

### Vereine
International
- Conference-League-Sieger: 2022 (AS Rom)

Italien
- Meister (2): 2019 (Juventus Turin), 2025 (SSC Neapel)
- Supercupsieger: 2018 (Juventus Turin)

Individuell
- Wahl in das Team des Turniers der Europameisterschaft 2021
- Verdienstorden der Italienischen Republik (Ritter) – für den Gewinn der Europameisterschaft 2021[16]